# Pont Roi-Baudouin (Charleroi)
Pour les articles homonymes, voir Baudouin.
 (mai 2025).
Le pont Roi-Baudouin est un pont piétonnier situé à Charleroi, qui enjambe la Sambre. Il relie l'esplanade de la gare centrale à la place Buisset.

## Situation et accès
Le pont Roi-Baudouin est situé dans la Ville-Basse, où il permet de traverser la Sambre entre l'esplanade de la gare et la place Buisset, à proximité du centre commercial Rive Gauche, sur la Place Verte.
Sur la Sambre, le pont se trouve entre le pont Olof Palme et la passerelle Alice Guy.
Ce site est desservi par la station gare centrale, par les lignes M1 et M2 du métro léger, ainsi que par la gare de Charleroi-Central.

## Origine du nom
Le nom du pont fut choisi en hommage au roi des Belges Baudouin, décédé en 1993.

## Histoire

### Pont et passerelle de la Station

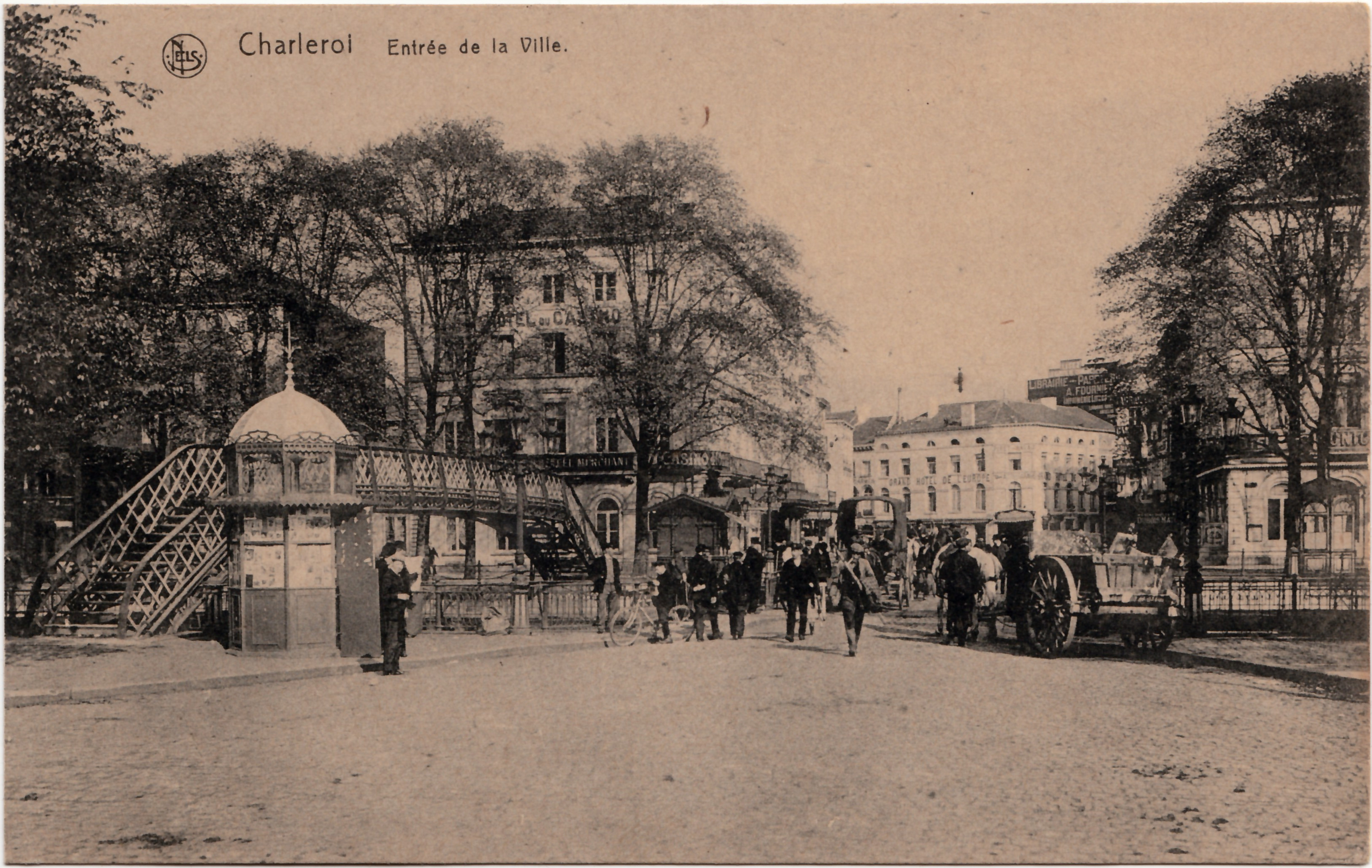
Carte postale ancienne avec le pont de la Gare et la passerelle.

À la suite de l’ouverture du canal de Charleroi-Bruxelles en 1832, puis de celle du canal de l’Oise à l'Aisne et de la construction d’une gare ferroviaire en 1843, ainsi que l’établissement la même année de la ligne de chemin de fer entre Charleroi et Namur, la ville devint un important lieu de passage fluvial et pédestre. Un pont tournant est alors installé pour relier la gare à la Ville-Basse et faciliter la circulation, tandis qu’une passerelle est mise en place en 1870 afin de permettre aux voyageurs de traverser à tout moment.
Au lendemain de la Première Guerre mondiale, qui toucha durement la Belgique et Charleroi, la ville fut confrontée à une crise économique et à des grèves à répétition dans les charbonnages et la métallurgie. À l’aube des années 1930, la municipalité, sous l’impulsion du bourgmestre Joseph Tirou, souhaita ouvrir une nouvelle page de son histoire en lançant une série de grands travaux destinés à faire de Charleroi une cité moderne et attrayante.
C’est ainsi qu’en 1927 débutèrent d’importants chantiers. La Sambre occupa une place centrale dans ces réaménagements. En effet, les inondations chroniques et les difficultés de circulation à l’entrée de la ville, causées par deux ponts tournants – l’un au niveau du pont de la Station, l’autre à l’emplacement de l’actuel pont Olof Palme – rendaient l’accès compliqué pour les automobilistes et les cyclistes, chaque passage de bateau interrompant la circulation.

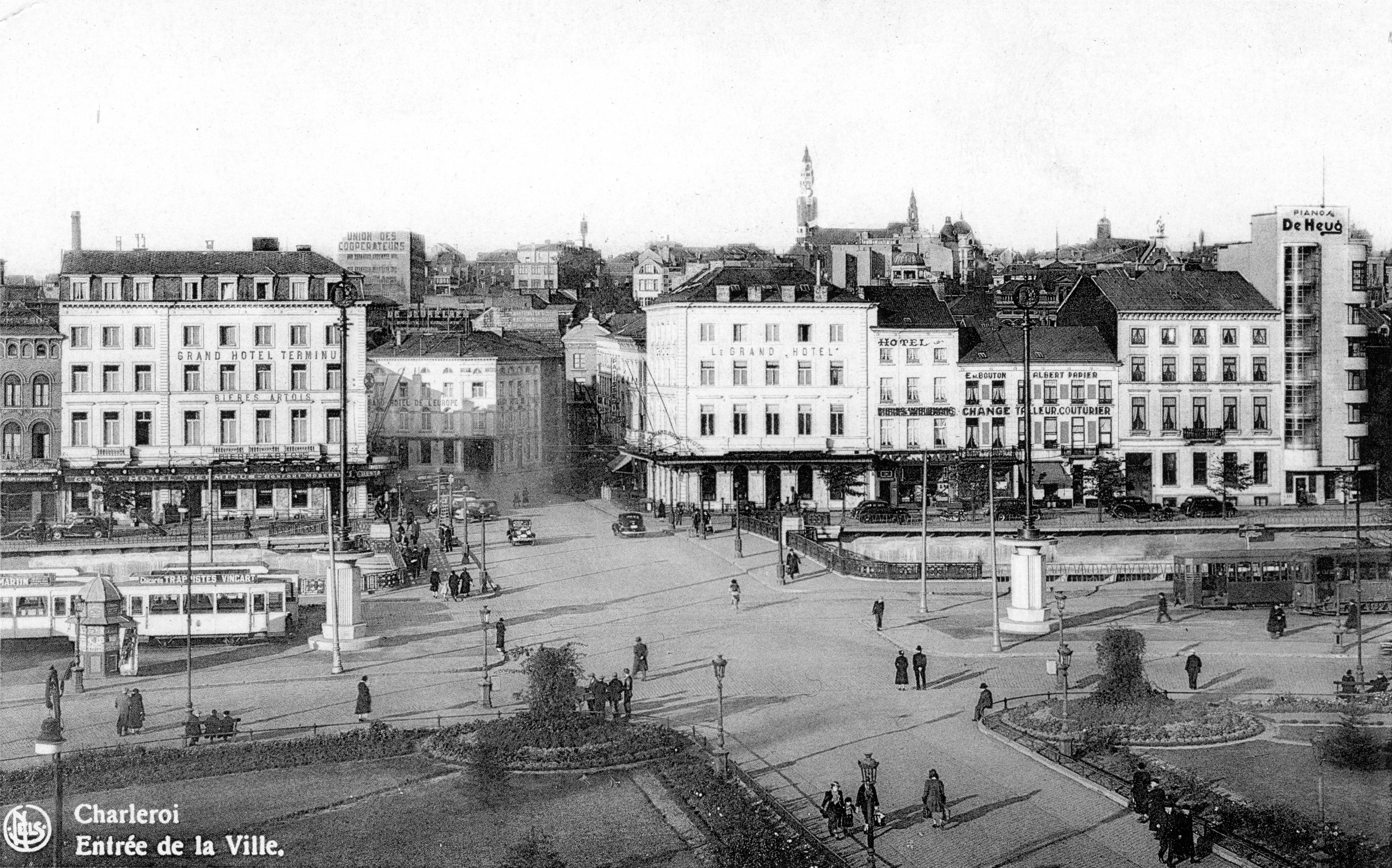
Le nouveau pont de la Station vers 1938.

Le pont de la Station fut alors surélevé de 70 centimètres et reconstruit sous forme de pont fixe et la passerelle fut détruite. Pour sa construction, on utilisa des poutres métalliques enrobées de béton armé. Les autorités souhaitaient donner au pont une allure monumentale, puisqu’il constituait l’une des principales entrées de la ville. Il fut donc décidé qu’il mesurerait 14 mètres de large, avec une portée de 24,5 mètres. Les garde-corps atteignaient une hauteur de 1,08 mètre.

Deux statues de Constantin Meunier furent installées face à face au centre du pont. Le nouveau pont fut inauguré le 4 juillet 1937, à l’occasion des fêtes de la Ville-Basse.

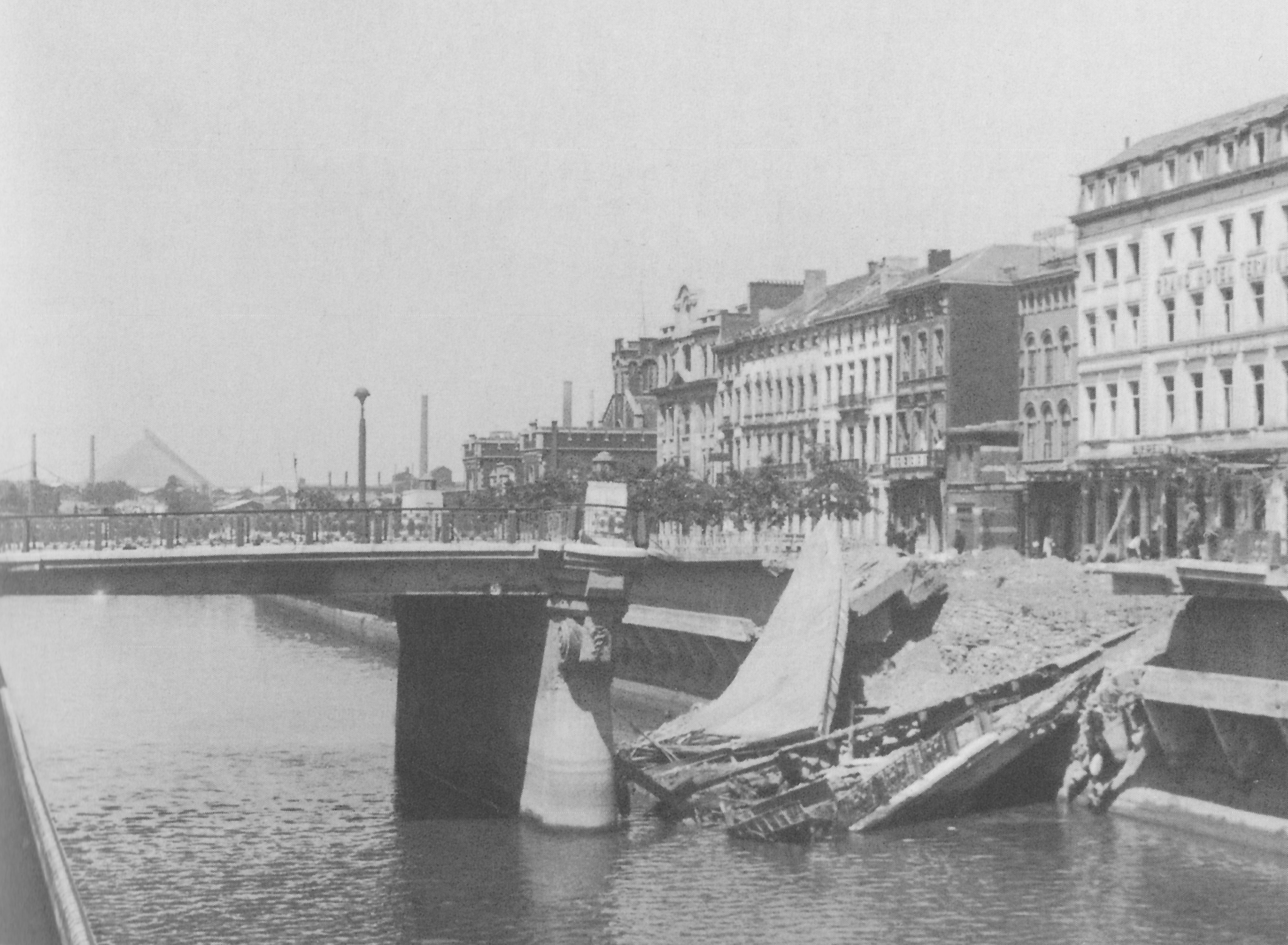
Le pont de la Station partiellement effondré en mai 1940 sous l'effet des explosifs de l'armée française.

En mai 1940, lors de la Seconde guerre mondiale, l'armée française en retraite fait exploser le pont pour ralentir la progression allemande. Un pont provisoire fut alors installé durant l'occupation mais fut détruit à son tour en 1944 lors de la fuite de l'armée allemande, seul le pont de l'Écluse (actuel pont de la Résistance) ne fut pas dynamité, grâce aux résistants qui en empêchèrent la destruction. L'ensemble fut reconstruit à l'identique après guerre.

### Pont actuel
Le 1er mars 1994 débutent des travaux sur le pont de la Station afin de le mettre aux normes européennes de navigation, de le rehausser, mais aussi, à la différence du pont Olof Palme et du pont de la Résistance, de le transformer en pont-passerelle.
Les décorations d’origine ont été conservées et restaurées. Les deux statues de Constantin Meunier y ont été installées, mais non plus face à face ; elles sont désormais disposées dos à dos, le Mineur accroupi tourné vers la place Buisset et le Forgeron au repos vers la gare. Ce changement fait suite à la suppression de l’assise de la pile en rivière, jugée dangereuse pour la navigation fluviale car elle divisait la circulation en deux.
Un projet avait également envisagé d’installer les deux lions de l’ancien palais de justice de Charleroi en décoration pour le pont, mais cette idée n’a pas été retenue.
Le nouveau pont-passerelle, baptisé pont Roi Baudouin, a été inauguré le 12 septembre 1997 par Michel Lebrun, ministre wallon de l'Aménagement du territoire, en présence de Jacques Van Gompel, alors bourgmestre de Charleroi et président du TEC de Charleroi, ainsi que de Jean-Claude Phlypo, administrateur général de la Société régionale wallonne des transports. Cette inauguration coïncidait avec la rénovation de l’esplanade et l’ouverture de la nouvelle gare des autobus.

## Décoration
Le pont est orné de quatre lampadaires, chacun placé à une extrémité de l’édifice, ainsi que de deux candélabres situés au centre (à l’ancien emplacement des statues) et des garde-corps. L’ensemble, réalisé en cuivre, est de style Art Déco et a été dessiné par Joseph André.

### Sculptures

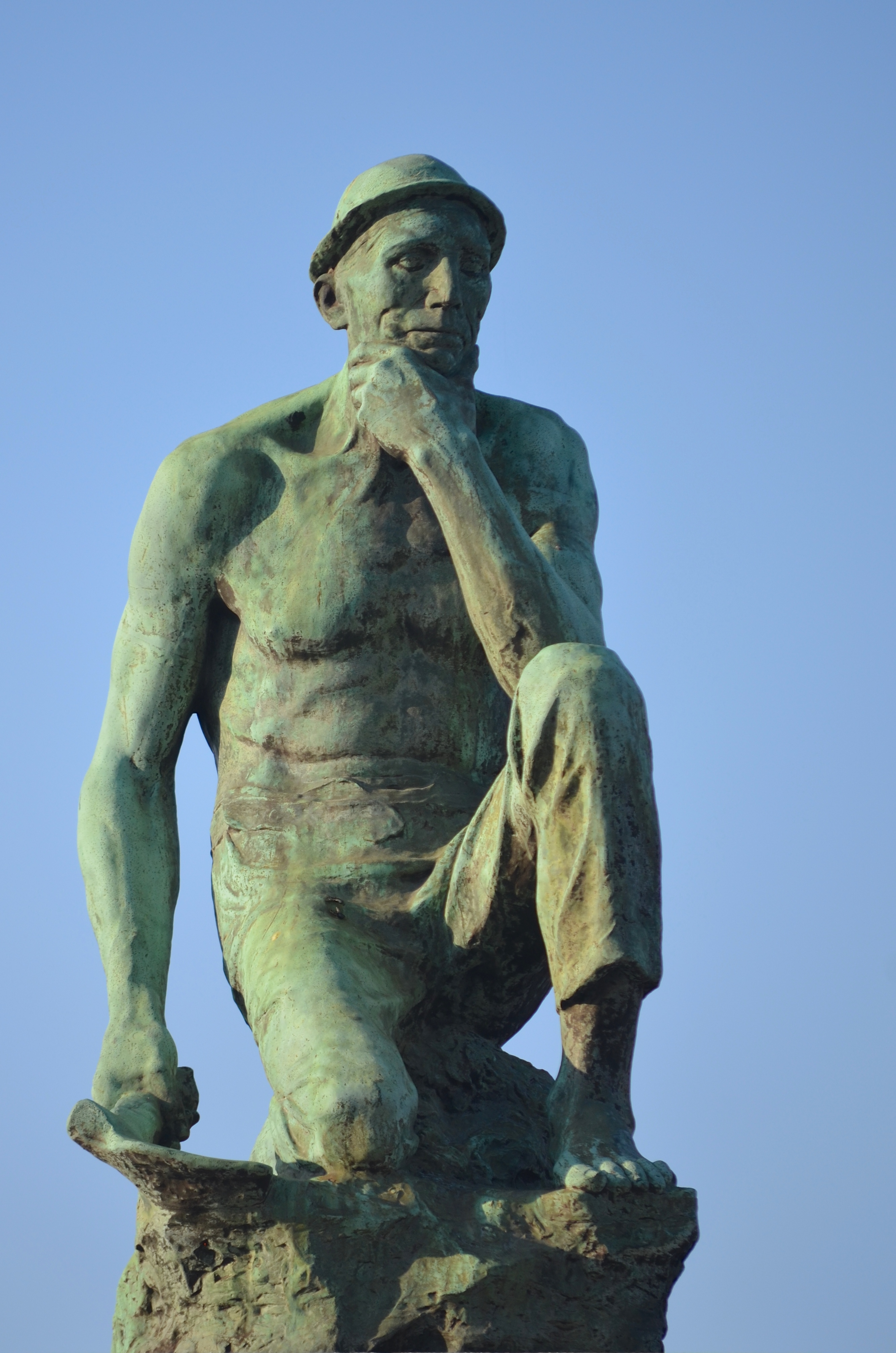
Constantin Meunier, Le mineur accroupi, côté place Buisset.

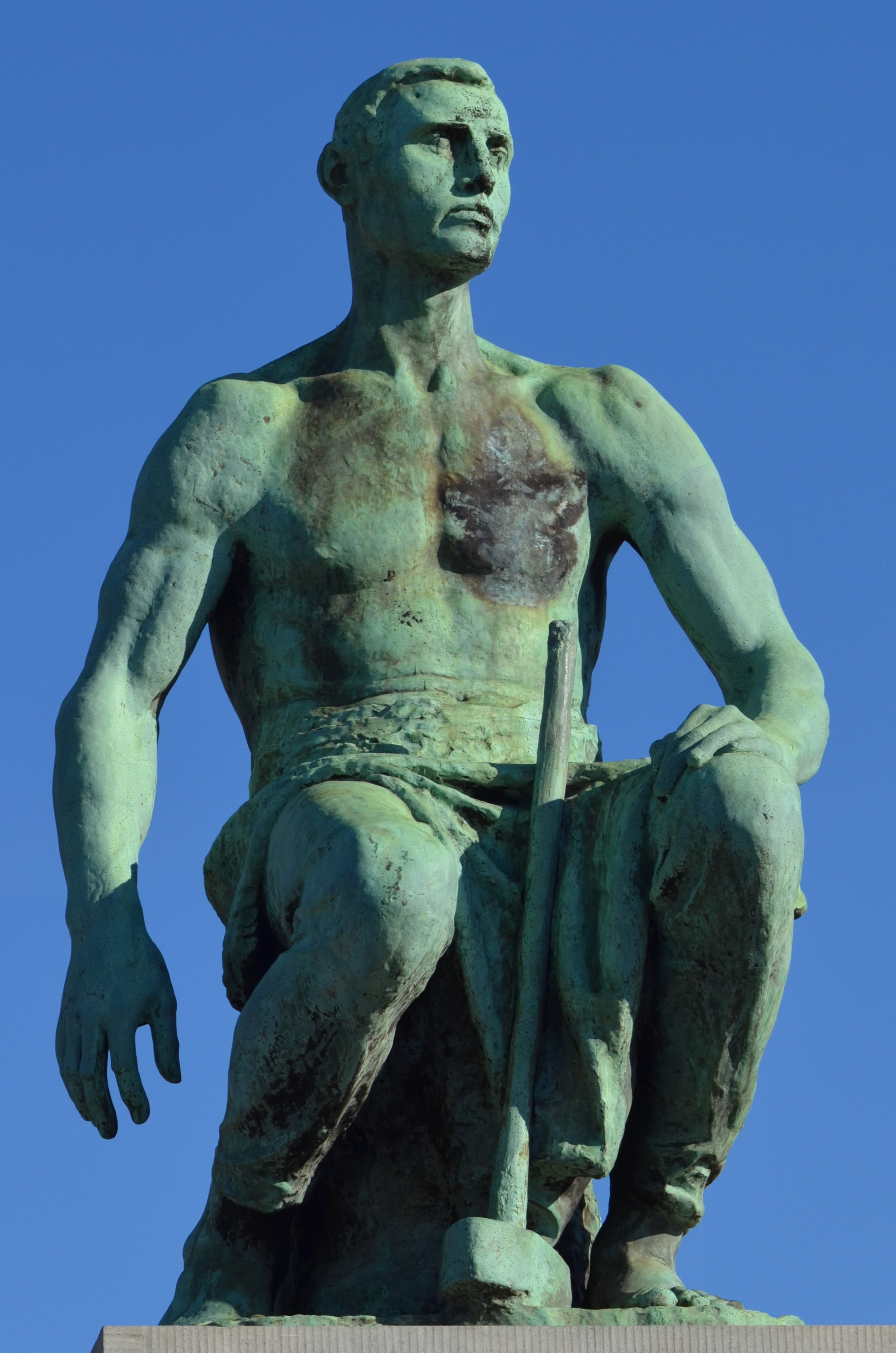
Constantin Meunier, Le forgeron au repos, côté gare.

Le pont accueille deux sculptures en bronze de Constantin Meunier : Le Forgeron au repos et Le Mineur accroupi. Ces deux statues sont des copies d’éléments du Monument au Travail, oeuvre posthume imaginé par Meunier et réalisée par Mario Knauer. La ville de Charleroi souhaitait accueillir ce monument, mais c’est finalement à Laeken que l’œuvre a été érigée en 1930. En 1937, la commune décide alors de commander des copies de deux statues représentantes des métiers du Pays Noir de l'époque.

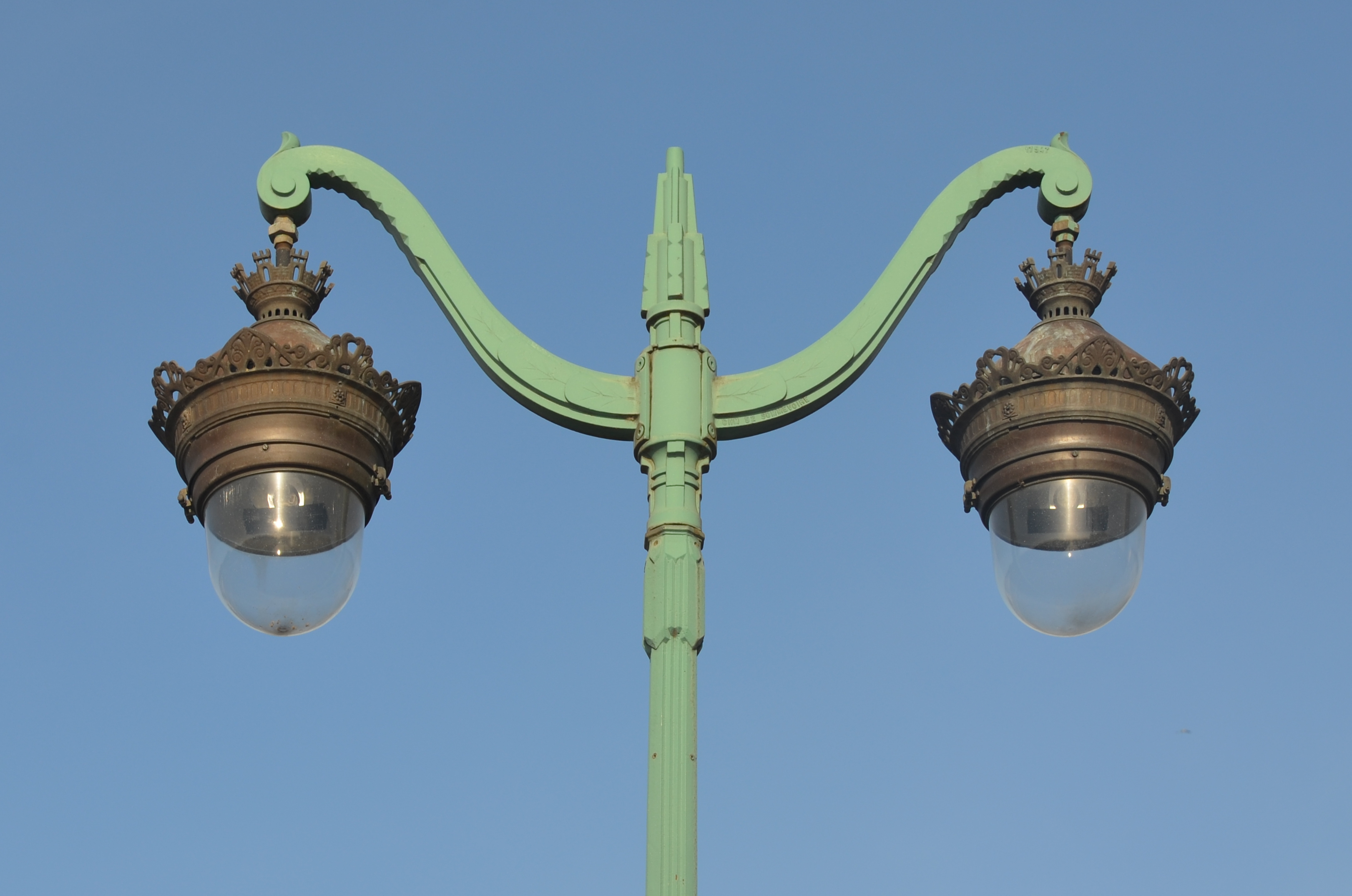
Candélabre sur le pont Roi-Baudouin.
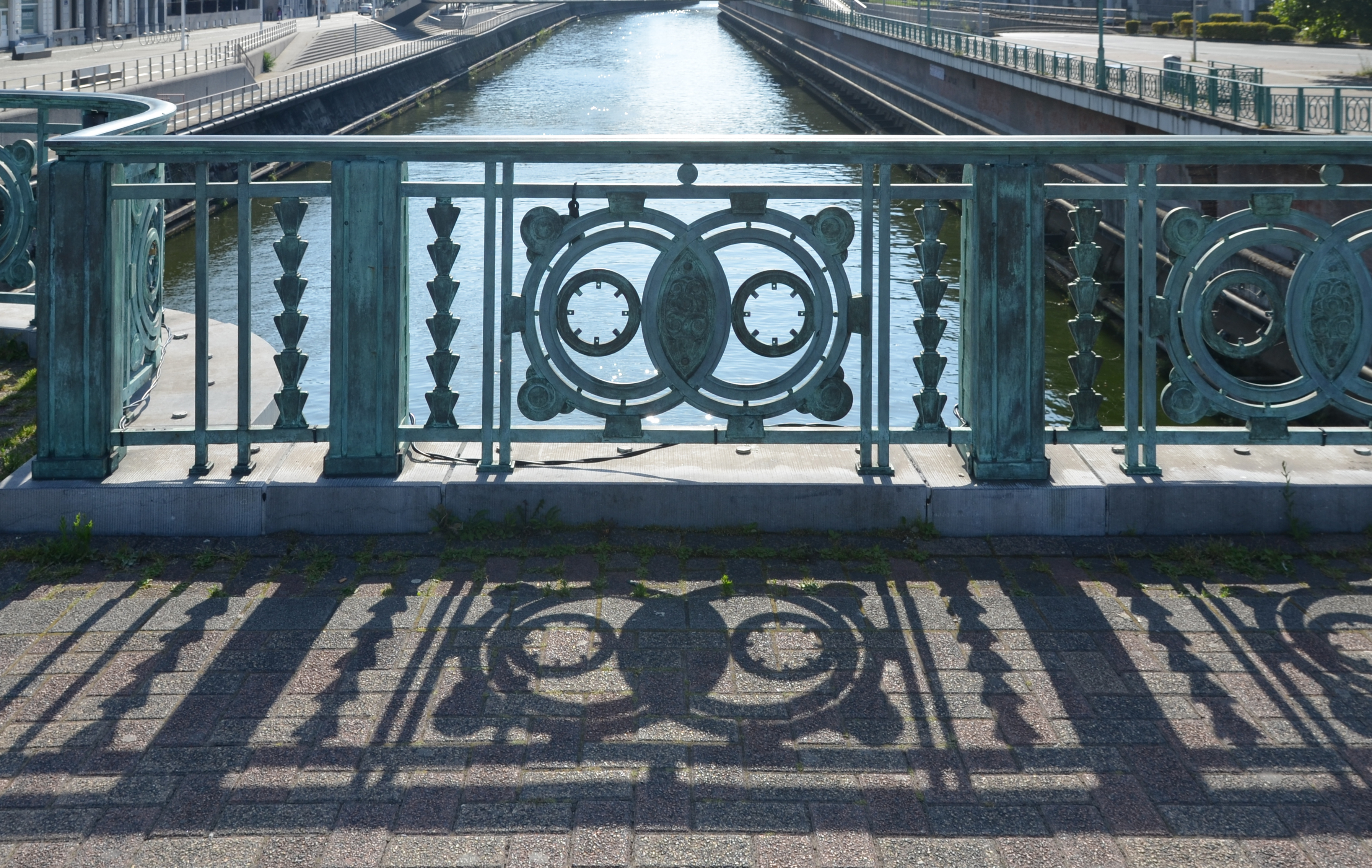
Les garde-corps du pont de style Art déco.
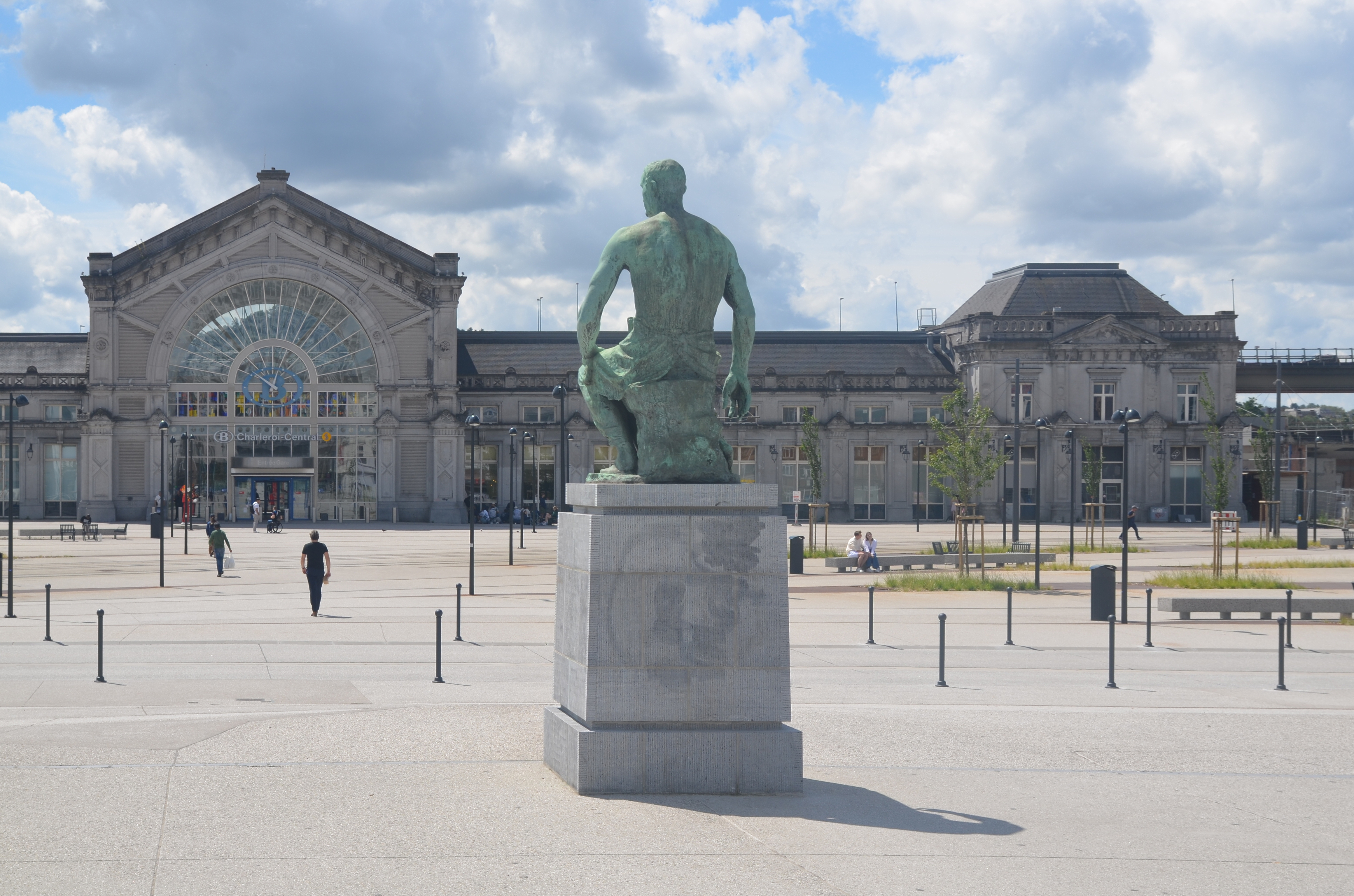
Vue sur le Forgeron au repos, sur le square des Martyrs du 18-Août et la gare de Charleroi-Central.
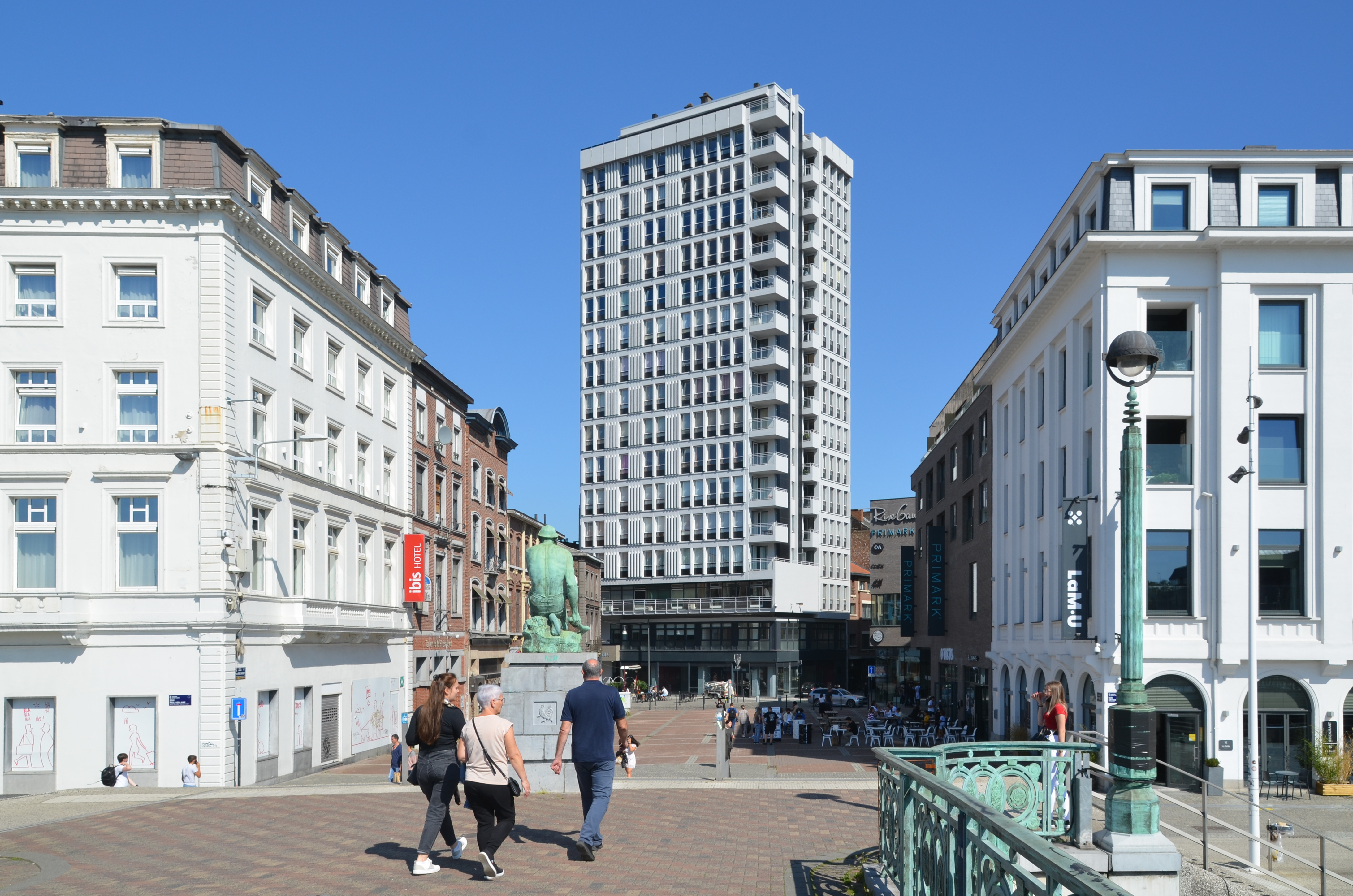
Vue sur le Mineur accroupi, sur la place Buisset et le Centre europe avant les renovations de 2021.

## Référence
1. ↑  Loïc Dévière, « Cinq nouvelles appellations de lieu et trois changements de nom de rue à Charleroi » , sur Sudinfo, 26 septembre 2022 (consulté le 25 mai 2025).
2. ↑  Piérard 1997, p. 87.
3. ↑  Piérard 1997, p. 127.
4. 1 2  Piérard 1997, p. 134.
5. 1 2  Piérard 1997, p. 184.
6. ↑  Piérard 1997, p. 186.